# 洛韦拉德翁塞利亚
洛韦拉德翁塞利亚，是西班牙阿拉贡自治区萨拉戈萨省的一个市镇。 总面积32平方公里，总人口54人（2001年），人口密度2人/平方公里。